# 10554 Västerhejde
10554 Västerhejde este un asteroid din centura principală, descoperit pe 19 martie 1993, de UESAC.